# Il mondo secondo Garp (romanzo)
Il mondo secondo Garp (The World According to Garp) è un romanzo di John Irving, pubblicato nel 1978. Il romanzo ha avuto un grande successo, tanto che ne è stato ricavato l'omonimo film nel 1982.

## Trama
Il mondo secondo Garp è ambientato nel periodo fra il 1942 e il 1976.
Il romanzo narra la vita e la morte dello scrittore T.S. Garp. Si tratta di una vita molto difficile, coronata da vicende tragicomiche legate anche al tema della sessualità.

### Il concepimento di Garp
Nel 1942, Jenny Fields ha 22 anni ed è una giovane benestante del New Hampshire. Jenny rifiuta le convenzioni dell'epoca di “sposarsi e mettere su famiglia”. Trova lavoro all'ospedale Misericordia di Boston, dove vengono ricoverati molti soldati.
Jenny inizia a desiderare un figlio senza un marito, ma per soddisfare il suo desiderio avrebbe bisogno di un uomo che la metta incinta senza rivendicare pretese. Il suo desiderio arriva fino al punto di invidiare le donne rimaste vedove con figli.
Trasferita al reparto Rianimazioni Jenny incontra Garp, un mitragliere di torretta che faceva parte di un equipaggio di bombardieri. Garp, di grado Technical Sergeant, era stato ferito alla testa da una granata che lo ha reso infermo di mente. L'unica cosa che riesce a fare è dire il suo cognome e masturbarsi.
Una notte Jenny approfitta dell'erezione di Garp e si fa mettere incinta. Il figlio che ne nascerà si chiamerà come il padre: T.S. Garp.

### L'infanzia di Garp
Jenny lascia il lavoro all'ospedale e diventa l'infermiera della Scuola Steering, un istituto privato maschile. Prende alloggio in un edificio accanto all'infermeria e segue anche alcune lezioni. Dopo cinque anni viene nominata capo infermiera della Steering. Inoltre legge moltissimo e il suo alloggio diventa una sorta di seconda biblioteca.
Garp trascorre qui la sua infanzia e conosce persone importanti come il rettore Bodger. Gioca con i figli di Stewart Percy, un insegnante disprezzato da Jenny, e viene morso all'orecchio da Bonkers, il cane di Stewart.

### L'adolescenza di Garp
A quindici anni Garp inizia a studiare alla Steering. La sua sicurezza sui corsi da scegliere si scontra con la sua indecisione riguardo allo sport da praticare. È Jenny a scegliere per lui la lotta libera, dopo l'incontro con l'allenatore, Ernie Holm, e con sua figlia Helen.
Garp incontra Helen un giorno dopo un allenamento e comincia a provare interesse per lei. Dopo avere saputo che la ragazza da grande vorrebbe sposare uno scrittore, sceglie di fare lo scrittore. Comincia a scrivere un racconto al mese, sotto l'incoraggiamento del suo professore di lettere, Tinch. Solo al terzo anno si decide a mostrare a Helen un suo scritto. 
Intanto Garp si diploma alla Steering, ha il suo primo rapporto sessuale (con Cushie Percy, figlia di Stewart) e si vendica del cane Bonkers mordendogli un orecchio.

### Vienna
Garp e Jenny si trasferiscono a Vienna, dopo i consigli di Helen e Tinch. Jenny si dedica alla scrittura della sua autobiografia, che sembra incompleta. Dopo una discussione con Garp riguardo alla lussuria trova l'ispirazione per scrivere l'autobiografia “Sessualmente Sospetta”.
Anche Garp si dedica alla scrittura, ma gli manca una trama. Comincia però a scrivere “La pensione Grillparzer”, ispirata dalla visita al museo dedicato allo scrittore viennese Franz Grillparzer, di cui Garp ha scarsa opinione, e dall'incontro con dei saltimbanchi ungheresi. Nel frattempo si scambia lettere con Helen.
Garp diventa cliente di alcune prostitute e si affeziona ad una di queste, Charlotte, che gli fa quasi da seconda madre. I due si incontrano per la città e pranzano sempre assieme. Ma Charlotte muore di tumore pochi mesi dopo.
Terminata "La Pensione Grillparzer", in agosto, Garp e Jenny ripartono per gli Stati Uniti.

### Il primo figlio e il primo romanzo
Garp e Helen si sposano a diciannove anni e hanno quasi subito un figlio, Duncan. “La pensione Grillparzer” ottiene alcuni rifiuti da parte di riviste letterarie.
Jenny si trasferisce nella villa della madre e fa pubblicare “Sessualmente Sospetta” dall'editore John Wolf. Il libro ottiene uno strepitoso successo e diventa una sorta di bibbia per il neonato movimento femminista. Jenny diventa una figura di riferimento per le Ellen-Jamesiane, donne che si sono tagliate volontariamente la lingua in onore di Ellen James per le quali Garp prova molta antipatia. Ellen James è una ragazzina violentata un anno prima e alla quale i suoi stupratori hanno tagliato la lingua per impedirle di parlare.
Helen trova lavoro come Assistant Professor in un college femminile. Garp si occupa di Duncan e contemporaneamente scrive il suo primo romanzo, “Procrastination”. Le recensioni non sono buone e Garp si lagna delle vendite.
Una mattina Garp riesce ad acciuffare un uomo che aveva appena violentato una ragazzina. Questo episodio provoca in Garp una mania per la sicurezza del figlio. Nei primi cinque anni di matrimonio Garp tradisce Helen una sola volta. Lo fa con la babysitter di Duncan, Cindy.

### Il secondo figlio e il secondo romanzo
Garp e Helen hanno un secondo figlio, Walt. Ora Garp può dividere la sua iperprotettività fra i due figli.
Helen trova lavoro come Associate Professor nell'ateneo statale della città vicina. Lì conosce il collega Harrison Fletcher e sua moglie Alice e li fa conoscere a Garp. Le due coppie si frequentano spesso, così inizia un intreccio di tradimenti reciproci. Garp ne trae spunto per il suo secondo romanzo, Second Wind of the Cuckold. Il libro è considerato, sia dalla critica che dal pubblico, il peggiore di Garp.
Garp fa la conoscenza di Roberta Muldoon, una donna transgender diventata amica intima di Jenny. Tra Roberta e Garp nasce una grande amicizia.

### L'incidente e il terzo romanzo
Durante il decimo anno di matrimonio Helen comincia a tradire Garp con un suo studente, Micheal Milton. I due si incontrano clandestinamente, cercando di tenere parenti e colleghi all'oscuro di tutto. Una studentessa lasciata da poco da Milton riferisce a Garp dei tradimenti.
Quando Garp scopre la relazione tratta male Helen, poi va al cinema con i figli per lasciare il tempo a Helen di telefonare a Milton e lasciarlo. Milton, che non vuole rinunciare alla relazione, va a casa di Helen e la prega di non abbandonarlo. Helen gli concede un ultimo rapporto, nella macchina di lui parcheggiata nel vialetto. Garp torna dal cinema prima del previsto e la sua auto si schianta nel vialetto con quella di Milton. A causa dell'incidente Walt muore e Duncan perde un occhio. Garp si frattura la mascella, Helen il setto nasale. Il pene di Milton è reciso di netto da un morso di Helen.
Garp, Helen e Duncan passano la convalescenza a casa di Jenny, diventata un rifugio per donne maltrattate. Garp e Helen hanno un altro figlio, una bambina, Jenny. Garp ricomincia lentamente a scrivere e porta a termine il suo terzo romanzo, Il mondo secondo Bensenhaver. Il libro ottiene un grande successo, anche se Garp lo considera il suo peggiore romanzo.

### L'assassinio di Jenny e l'incontro con Ellen James
Garp, Helen, Duncan e la piccola Jenny si prendono una vacanza e partono per Vienna.
In albergo Garp riceve una telefonata da Roberta. Gli riferisce che Jenny Fields è stata uccisa da un cacciatore durante un comizio per l'elezione del governatore del New Hampshire. In onore della donna si tiene un funerale femminista, a cui Garp si reca travestito, sotto consiglio di Roberta. Pooh Percy, la figlia minore di Stewart, scopre l'inganno di Garp, così alcune donne lo assalgono. Garp scappa e all'aeroporto incontra Ellen James in persona. Anche lei ha assistito al funerale e parte per Boston assieme a Garp. Per lui diventa una sorta di terza figlia.
Helen e Garp si recano alla Steering per fare visita a Ernie, il padre di Helen, ma scoprono che è morto d'infarto; anche Stewart Percy è morto lo stesso giorno.
Garp e Helen decidono di andare a vivere nella vecchia casa di Steve e la fanno ristrutturare. La villa di Jenny Fields diventa la sede della “Fondazione Fields” di cui Roberta diventa amministratrice.
Ellen James scrive un saggio dal titolo “Perché non sono un'Ellen-Jamesiana”, in cui si scaglia contro il movimento estremista che porta il suo nome. Questo libro suscita lo sdegno delle Ellen-Jamesiane, che danno la colpa a Garp di avere plagiato Ellen James e di averla resa un'antifemminista. Garp subisce anche un attentato da una Ellen-Jamesiana, ma rimane incolume.

### L'assassinio di Garp
Una mattina Garp si reca alla palestra della Steering. Mentre allena i ragazzi della squadra di lotta libera in palestra entra una donna vestita da infermiera. Garp la riconosce: è Pooh. La donna gli spara due volte. Helen le balza addosso e le impedisce di sparare una terza volta. Pooh urla e tutti notano la lingua mozzata: è diventata anche lei una Ellen-Jamesiana.
Garp muore quasi subito, all'età trentatré anni. Helen in seguito diventa insegnante alla Steering. Ellen James diventa una poetessa di successo. Duncan perde un braccio in un incidente con la moto, ma riesce comunque a diventare un bravo pittore. Jenny Garp diventa un medico. Viene persino pubblicata una biografia di Garp, “Pazzia e dolore. La vita e l'arte di T.S. Garp”.

## Le opere di Garp
Nel romanzo si dichiara che Garp scrive tre romanzi e un racconto.
Le opere di Garp sono fondamentali per comprendere il carattere del personaggio. Garp si ispira alle vicende che accadono attorno a sé e le metabolizza in romanzi. Lo scrittore sembra incarnare lo stile di John Irving nei suoi primi romanzi, tanto che si notano diverse analogie. 

### La pensione Grillparzer
Il racconto di esordio di Garp è ambientato a Vienna. La trama segue i ricordi del narratore, figlio di un commissario dell'Ente del Turismo austriaco. L'intera famiglia, inclusi la madre, il fratellino Robo e la nonna Johanna, si reca a Vienna per giudicare una pensione di terza categoria, la Pensione Grillparzer che ha richiesto una promozione ad una categoria superiore.
Nella pensione incontrano una serie di artisti bizzarri: un narratore di sogni altrui, che spaventa la nonna raccontando un sogno che lei fece prima che suo marito morisse; un orso che siede sul gabinetto e guida un monociclo; alcuni saltimbanchi ungheresi che camminano sulle mani.
La pensione non riesce a salire di categoria e va in malora. I saltimbanchi se ne vanno. L'orso è rinchiuso in una gabbia e poi trasferito in uno zoo, dove muore.

### Procrastination
“Procrastination” è il primo romanzo di Garp. Definito dall'autore romanzo storico, è ambientato a Vienna, nel periodo di guerra (1938-1945) e nel successivo periodo di occupazione russa.
Un giovane anarchico vorrebbe fare un attentato contro i nazisti, ma rinvia sempre i suoi propositi finché i nazisti non prendono il potere. Il giovane durante gli anni della guerra lavora come guardiano dello zoo di Vienna. Quando la popolazione comincia a patire la fame, si fanno frequenti le incursioni allo zoo per procurarsi la carne. Il giovane decide allora di liberare gli animali superstiti, ma anche questi sono affamati e lo divorano.
La madre del giovane, vedova, scampa alla guerra e abita nella zona d'occupazione russa. La sua tolleranza è messa a dura prova dalle atrocità commesse dai sovietici, in primo luogo dagli stupri.
Nel 1956 i Russi se ne vanno e la città si ritira in se stessa. La donna piange il figlio morto e la patria danneggiata. La rivolta ungherese e l'arrivo a Vienna di migliaia di profughi la spinge all'azione. La donna imita il figlio e libera di nuovo gli animali dello zoo. Questa volta le bestie sono ben nutrite e soddisfatte. Alcune di loro escono e vengono facilmente ricatturate, illese, e rimesse in prigionia. Solo un vecchio orso soffre di un violento attacco di diarrea.
La donna viene arrestata. Alla visita medica scopre di avere il cancro. Muore in una clinica privata, dopo avere investito il gruzzolo lasciatole dal marito. Il romanzo si conclude con la morte dell'orso diarroico allo zoo di Vienna.

### Second Wind of the Cuckold (Il cornuto alla riscossa)
Il secondo romanzo, “Second Wind of the Cuckold”, è definito da Garp come una “farsa sessuale”.
Il romanzo tratta di due coppie di coniugi che si tradiscono a vicenda. Ciascun coniuge è fisicamente handicappato. Dei due uomini, uno è cieco, l'altro soffre di tremenda balbuzie. Delle due donne, una ha uno spasmo muscolare al braccio destro e l'altra soffre di flatulenza. Una delle coppie non vuole figli, l'altra invece sì e quando la moglie rimane incinta non si sa chi sia il padre. Ciò spinge i quattro ad osservare con attenzione le abitudini del neonato.
Alla fine la loro amicizia convince i quattro a spezzare i rapporti extraconiugali. In seguito la coppia senza figli si separa. La coppia con il figlio invece fa una buona riuscita come coppia e il figlio non presenta anomalie.

### Il mondo secondo Bensenhaver
“Il mondo secondo Bensenhaver” è il terzo, ed ultimo, romanzo di Garp.
Arden Bensenhaver è un poliziotto dai sistemi poco ortodossi. Un giorno salva la moglie di Dorsey Standish, Hope, da uno stupratore che l'aveva rapita. A causa dei suoi metodi Bensenhaver viene cacciato dalla polizia. Dorsey, diventato paranoico, lo assume per farne una guardia del corpo per la moglie e il figlio. Il suo comportamento degenera però al punto di farlo diventare una minaccia per gli Standish.
Per mitigare l'ansietà del marito nei confronti suoi e del figlio Nicky Hope insiste perché mettano al mondo un secondo figlio. Il figlio nasce, ma Dorsey trasferisce la sua paranoia sul sospetto che Hope abbia una relazione extraconiugale e prega Bensenhaver di spiarla. L'ex-poliziotto non è però più disposto a dare retta agli assilli di Dorsey.
Una sera Dorsey lascia soli i figli per andare a spiare la moglie. Mentre il padre è assente il figlio minore si soffoca con un pezzo di chewing-gum del fratello maggiore.
Hope è in preda al senso di colpa, perché effettivamente aveva un amante. Bensenhaver, oppresso dalle responsabilità, ha un colpo apoplettico. Semiparalizzato, torna a vivere dagli Standish.
Hope insiste perché mettano al mondo un altro figlio, ma gli eventi hanno reso Dorsey incapace di procreare. Dorsey accetta quindi che Hope incoraggi il suo amante a “impregnarla”. Sospettando però che la moglie incontri l'amante più spesso Dorsey mette in guardia il rimbambito Bensenhaver sulla presenza di un maniaco sessuale nel quartiere.
Una sera, per cogliere in fallo la moglie, Dorsey si nasconde nell'armadio a muro. Bensenhaver, completamente rimbambito, gli spara con un fucile da caccia e lo uccide. Il vecchio ex-poliziotto viene rinchiuso in un manicomio criminale.

## Personaggi principali

### T.S. Garp
Garp è il protagonista del romanzo. È uno scrittore dal successo altalenante. Nelle recensioni è spesso paragonato alla madre Jenny Fields. Egli non sopporta questa situazione e considera la madre una scrittrice mediocre. Tiene una grande corrispondenza con le persone care, stende articoli in risposta a chi lo critica e scrive lettere anche ai lettori.
Garp è sposato con Helen. Il loro matrimonio supera molte prove, come l'attrazione di Garp verso le babysitter o il bizzarro quadrato sessuale assieme ad un'altra coppia sposata.
Garp è anche un buon padre. Vede il mondo pieno di pericoli non necessari e perciò cerca di difendere i propri figli in tutti i modi. Purtroppo non può impedire la morte del secondogenito Walt.

### Jenny Fields
Jenny Fields è l'eccentrica madre di Garp. È una donna indipendente e forte, in anticipo rispetto al suo tempo. Non vuole condividere il suo corpo o la sua vita con un uomo. L'amore verso i bambini la spinge a concepire Garp con un uomo mentalmente infermo e in fin di vita.
Cresce suo figlio da sola. Turbata dalla lussuria che avvolge il mondo scrive l'autobiografia “Sessualmente sospetta”. Il libro la fa diventare una ricca celebrità e una guida per il femminismo. Apre la sua villa a tutte le donne bisognose di aiuto.
Coinvolta nella campagna per l'elezione del governatore del New Hampshire, verrà uccisa da un cacciatore. Garp, come esecutore del testamento di Jenny, costruisce la Fondazione Jenny Fields.

### Helen Holm
Helen Holm è la moglie di Garp. Per il marito è il lettore definitivo, colei per cui lui scrive. Helen è una grande studentessa, si laurea con due anni di anticipo e diventa professoressa. È lei a mantenere Garp e i figli quando il marito non scrive.
La loro relazione supera molti ostacoli. Dopo l'incidente nel quale perde la vita il suo secondogenito, Helen si rifiuta di leggere il romanzo di Garp.
Quando poi rimane vedova, Helen protegge gelosamente l'opera incompiuta del marito e i suoi appunti.

### Roberta Muldoon
Roberta Muldoon, ex Robert Muldoon, tight end dei Philadelphia Eagles, una squadra di football professionista, è una donna transgender che diventa grande amica di Jenny Fields e della famiglia Garp. Ella ammira Jenny, verso la quale è estremamente protettiva.
Roberta e Garp diventano amici intimi. Lei spesso piange sulle spalle di lui dopo avere rotto con uno dei suoi tanti amanti. Roberta incolpa se stessa per l'assassinio di Jenny Fields, così come per quello di Garp. Rimane vicino ai membri della famiglia di Garp per tutta la vita.

### Duncan Garp
Duncan è il primogenito di Garp e Helen. Grazie all'iperprotettività del padre cresce nella piena sicurezza e comodità fino all'incidente che lo priva di un occhio. Durante la convalescenza emerge il suo talento artistico. Studia fotografia e illustra un'edizione de “La Pensione Grillparzer”.
Dopo la morte di Garp studia alla Steering e diventa un pittore. Sopravvive ad un incidente in motocicletta, ma perde un braccio.

### Ellen James
Ellen James è una ragazzina che viene violentata all'età di dieci anni. I suoi stupratori le tagliano la lingua per impedirle di denunciarli. Ma sottovalutano la sua abilità nello scrivere.
Ellen incontra Garp dopo il funerale di Jenny Fields. Lo ammira e spera un giorno di essere una scrittrice come lui. Garp la invita a fare parte della famiglia.
Ellen disprezza, come Garp, le Ellen-Jamesiane, un gruppo di donne che si sono mutilate la lingua in suo onore. Scrive un saggio dal titolo “Perché non sono un'Ellen-Jamesiana”. Il saggio fa aumentare l'ostilità delle Ellen-Jamesiane nei confronti di Garp, accusato di plagiare Ellen.
Dopo la morte di Garp, Ellen diventa una poetessa di successo.

## I temi

### La morte
Il romanzo si conclude con la frase: “Nel mondo secondo Garp, siamo tutti dei casi disperati.”. Irving sembra essere quasi ossessionato dall'assurdità e dalla casualità della morte e della violenza. Spesso l'autore narra della morte dei suoi personaggi quasi subito dopo averli introdotti.
Garp stesso viene concepito nel reparto di cura intensiva del Misericordia di Boston, tra uomini sfigurati e morenti. E, come il suo autore, sembra essere ossessionato dalla morte, sia nelle sue opere che nella sua vita privata. Garp fa morire sette dei nove personaggi de “La Pensione Grillparzer”. Farcisce “Il mondo secondo Bensenhaver” di scene di morte. Molte delle persone a lui care muoiono, spesso in modo bizzarro o comico.

### Il Sotto Rospo
Nell'ultima parte del romanzo viene introdotto il concetto del Sotto Rospo. Basato su un gioco di parole tra undertow (risacca) e undertoad (sotto rospo) il Sotto Rospo rappresenta per Garp l'ansia, la paura del pericolo, di cui Garp può sentire l'odore, come quando riceve la telefonata in Austria che lo informa della morte della madre.

### Sesso e lussuria
Il libro esamina in profondità la natura della lussuria. Per Garp e Jenny Fields la parola “lussuria” sostituisce la parola “sessualità”. Garp crede che sua madre non abbia desideri di lussuria perché non ha mai avuto esperienze. Ma Jenny riconosce nella lussuria la causa di catastrofi. Nella sua villa ha curato molte donne vittime della lussuria.
La vita di Garp è avvolta dalla lussuria. In Austria è cliente di molte prostitute e contrae lo scolo dopo avere frequentato due turiste americane e non essere stato capace di controllare i suoi istinti. Minaccia il proprio matrimonio quando ha brevi avventure con alcune babysitter.
La lussuria porta indirettamente alla morte del secondogenito, Walt, quando la macchina di Garp si schianta con quella dell'amante di Helen, parcheggiata nel vialetto di casa Garp.

### Il femminismo e il ruolo dei sessi
Nel suo romanzo Irving esamina il significato del ruolo dei sessi nella società americana.
Jenny Fields, per esempio, ha molti tratti ritenuti mascolini: è forte, non ha peli sulla lingua ed è caparbia. Lo dimostra quando rimane incinta pur non avendo un marito. E con il suo libro, “Sessualmente sospetta”, diventa un leader spirituale femminista senza quasi rendersene conto.
Al contrario il personaggio di Garp rovescia il ruolo dei sessi. Garp, sebbene sia molto mascolino, assume il ruolo tipicamente femminile di custode domestico. Cucina, pulisce, accudisce i bambini. Il ruolo di “marito domestico” era insolito negli anni sessanta e settanta.
Anche il personaggio di Roberta Muldoon dimostra il ribaltamento del ruolo dei sessi.

## Analogie tra John Irving e Garp
Sono molte le somiglianze fra John Irving e il suo personaggio T.S. Garp.
- Irving, come Garp, non ha mai conosciuto suo padre biologico;
- La Scuola Steering assomiglia molto alla scuola preuniversitaria frequentata da Irving, la Exeter Academy. Lì Irving si interessa alla scrittura e alla lotta libera;
- È vissuto a Vienna per un certo periodo;
- Il suo primo romanzo, “Liberate gli orsi” parla di animali liberati da uno zoo, come il primo romanzo di Garp, “Procrastination”. Entrambi i libri hanno avuto buone recensioni ma scarse vendite;
- Il suo terzo romanzo, “The 158-Pound Marriage”, parla di scambi di mogli, come il secondo romanzo di Garp, “Second Wind of the Cuckold”.
- Casualmente “Il mondo secondo Garp” ha avuto lo stesso grande successo del terzo romanzo di Garp, “Il mondo secondo Bensenhaver”;
- Garp ridicolizza l'idea che “Il mondo secondo Bensenhaver” sia una vicenda autobiografica, proprio come fa Irving per “Il mondo secondo Garp”.

## Premi
- Premio della National Book Foundation (1980).
- Finalista all'American Book Award (1980).

## Critica
Sono molte le critiche positive riguardo a “Il mondo secondo Garp”.
William McPherson scrive che “Il mondo secondo Garp” è: “Un romanzo meraviglioso, pieno di energia ed arte, divertente, terrificante e straziante allo stesso tempo”.
Christopher Lehmann-Haupt ritiene il libro “il miglior romanzo di Irving”. Nota inoltre come ci si ritrovi “a ridere lungo tutto “Il mondo secondo Garp” e ad alcune delle sue vicende pazzesche”.
Mark Stevens parla de “Il mondo secondo Garp” come “il lavoro di un'immaginazione stravagante”. Scrive anche di quanto il libro sia comico, e di come “i dialoghi e le scene siano pieni di energia sfrenata degna dei fratelli Marx”.
Ci sono state anche alcune critiche negative.
Richard Gilman ritiene che il romanzo sia “fondamentalmente ipocrita”. Scrive che il libro “è solo una seducente imitazione della letteratura seria, uno scherzo”.

## Edizioni
- John Irving, Il mondo secondo Garp, traduzione di Pier Francesco Paolini, Bompiani, 1979, ISBN 88-452-1118-5.
- John Irving, Il mondo secondo Garp, collana Scrittori Contemporanei, traduzione di Pier Francesco Paolini, Rizzoli, 1999, ISBN 88-17-10626-7.